# Lasnitzen
Die Lasnitzen ist ein Hochtal in der Lasörlinggruppe südlich des Virgentals in Osttirol, Österreich.
Das Wort bezeichnet auch den Bach, der dieses Tal durchfließt. In Karten ist dieser Bach als Lasnitzenbach bezeichnet, das Tal kann auch als Lasnitzental bezeichnet sein.
Das Gebiet liegt in der Gemeinde Prägraten am Großvenediger. Es verläuft vom Süden nach Norden und mündet mit einem Steilabbruch in das Virgental.
Der Bach entspringt am Gebirgskamm zwischen Stampfleskopf und Lasörling und mündet zwischen Ströden und Hinterbichl in die Isel, die das Virgental durchfließt. Es handelt sich um einen Wildbach mit starkem Gefälle, der den Steilabbruch des Geländes in einem weglosen steilen V-Tal überwindet.
Am Oberlauf des Lasnitzenbaches befindet sich die Lasnitzenalm mit der Lasnitzenhütte. Diese Berghütte liegt in 1887 m Seehöhe. Sie kann über einen Weg in ca. 2 Stunden von Prägraten aus erreicht werden und ist Ausgangspunkt für Bergtouren und Wanderungen im Gebiet, so zur Lasörlinghütte oder der Reichenberger Hütte.
Von der Lasnitzen nach Westen führt das Micheltal zur Micheltalscharte.

## Namen
Die Ortsnamen des Gebietes enthalten Belege zur Siedlungsgeschichte: Es sind Namen mit slawischen Wurzeln und deutsche Namen vorhanden.

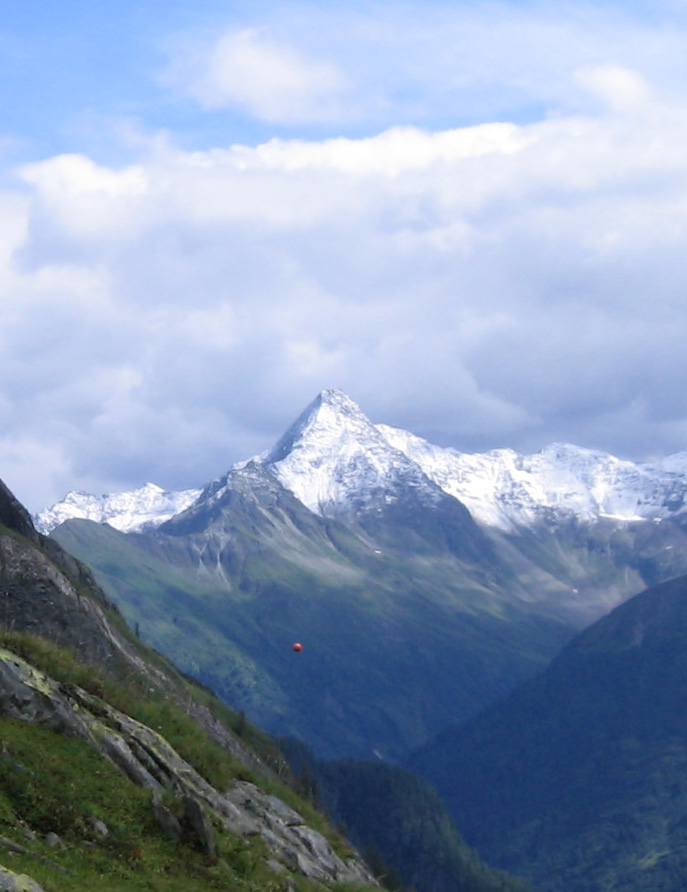
Der Lasörling mit der an eine Pflugschar erinnernden Form.

Der Name Lasnitzen (und seine Schreibvarianten wie Laßnitz usw.) kommt aus dem Slawischen (ursprünglich z. B. „Lieznica“, „Luosniza“) und bedeutet einen Bach, der aus einem Wald oder einem Rodungsgebiet (Wiese, Au usw.) kommt, z. B. mit „Waldbach“ übersetzt. In der Sprachwissenschaft wird für Laßnitz (aus dem Jahr 890: Luonzniza) eine Ableitung aus *loNč'nica „Wiesenbach“ diskutiert, als weitere Möglichkeit (aus dem Jahr 1345: Lesniz, Laßnitz bei Murau oder im Jahr 1080 im Paltental Laznich) *laz'nica „Gereutbach“ oder „Rodebach“. Einen Hinweis auf den Lauf des Baches in einem Rodungsgebiet enthält auch die Ableitung von *laz/6nica, zu lazъ „Rodung, Gereut, lichte Stelle im Wald“.

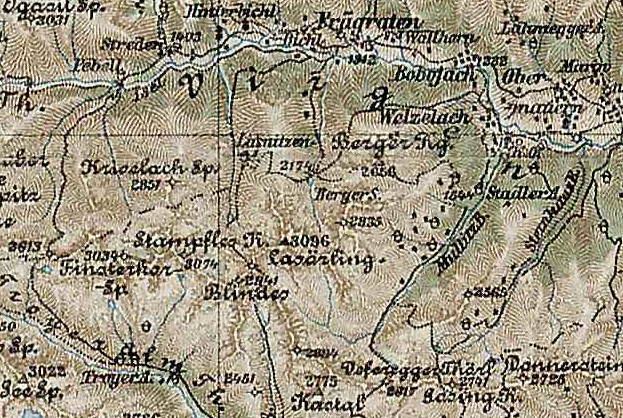
Die Lasnitzen (Bildmitte) liegt beim Lasörling südlich des Virgentals in Osttirol.

Der Name des Micheltales kommt vom Wort „michel“. Dieses Wort ist ein altes Wort für „groß, stark“ und ein Beleg für deutschsprachige Besiedlung. Es hat nichts mit dem Vornamen Michael zu tun, sondern ist mit lateinisch „magnus“, griechisch „mega-“ verwandt.